# 井村均
井村 均（いむら ひとし、1936年（昭和11年）9月3日 - ）は、日本の政治家。元三重県鳥羽市長。

## 経歴
1997年（平成9年）鳥羽市長に当選し、同年4月21日から2期市長を務めた。